# رودلف كورنر
رودلف كورنر (بالألمانية: Rudolf Körner)‏ هو كاتب ومؤلف ألماني، ولد في 8 يناير 1892 في لايبزيغ في ألمانيا، وتوفي في 13 نوفمبر 1978 في فوسن في ألمانيا.

## وصلات خارجية
- رودلف كورنر على موقع أوليمبيديا (الإنجليزية)